# Geschiedenis van modern Egypte
| Prehistorisch Egypte pre–3100 v. Chr. |
| Oude Egypte Proto-dynastieke periode 3200-3032 v.Chr. Vroeg-dynastieke periode 3032–2686 v. Chr. Oude Rijk 2686–2181 v. Chr. Eerste tussenperiode 2181–2055 v. Chr. Middenrijk 2055–1650 v. Chr. Tweede tussenperiode 1650–1550 v. Chr. Nieuwe Rijk 1550–1069 v. Chr. Derde tussenperiode 1069–664 v. Chr. Late periode 664–332 v. Chr. |
| Grieks Egypte 332–30 v. Chr. Alexandrijnse Oorlog 48 v. Chr. |
| Romeins Egypte 30 v. Chr.–640 CE |
| Vroeg-islamitisch Egypte 640-1517 Kruisvaardersinvasie van Egypte 1154-1169 |
| Ottomaans Egypte 1517–1867 Franse bezetting 1798–1801 Semi-autonome provincie 1801-1882 Kedivaat Egypte 1867–1914 |
| Modern Egypte Britse overheersing 1882–1953 Sultanaat Egypte 1914–1922 Egyptische Revolutie van 1919 Koninkrijk Egypte 1922–1953 Egyptische Revolutie van 1952 |
| Republiek 1953–nu Vrije Officieren en Nasser 1952-1970 Verenigde Arabische Republiek 1958–1961 Verenigde Arabische Staten 1958–1961 Egypte onder Sadat 1970-1981 Egypte onder Moebarak 1981-2011 Egyptische Revolutie van 2011 Protesten en staatsgreep in 2013                                                                         |
| Portaal Geschiedenis Portaal Egypte |

De geschiedenis van modern Egypte is de periode uit de geschiedenis van Egypte sinds 1801.

## Semiautonome Ottomaanse provincie

### Mohammed Ali

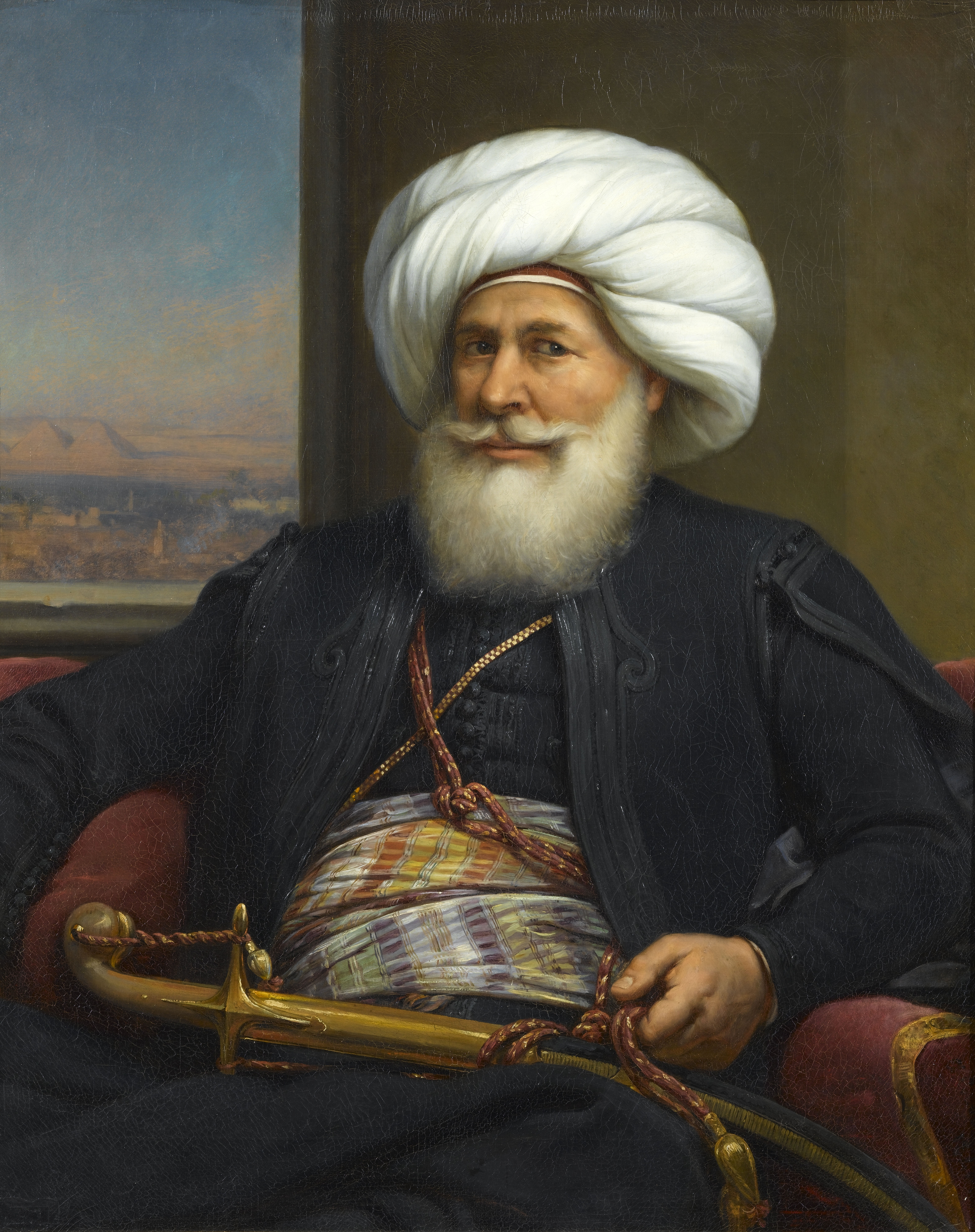
Een portret van Mohammed Ali uit 1840, door Auguste Couder

De Ottomaanse legercommandant van vermoedelijk Albanese afkomst Mohammed Ali, wāli (= gouverneur) van Egypte van 1805 tot 1848, moderniseerde de agrarische en andere economische sectoren, mede met Europese, vooral Franse, steun en vindingen. Daarna bloeide de landbouw op.
Mohammed Ali bouwde zijn leger uit tot het sterkste van het Midden-Oosten en viel daarmee in 1831 zijn eigen sultan in Istanboel aan. Met zware Europese, vooral Britse, (militaire) steun wist Istanboel in 1840 een vredesverdrag met Mohammed Ali te bereiken. Egypte trok zich terug uit het door hem bezette Syrië, in ruil voor erkenning van Egypte als bevoorrechte autonome Ottomaanse provincie onder bestuur van Mehmet en diens afstammelingen.

### Opvolgers van Mohammed Ali
Nakomelingen van Mohammed Ali gingen door met op westerse leest moderniseren van het land. In 1851 kregen de Britten toestemming een spoorlijn aan te leggen, in 1854 kreeg een Fransman toestemming om het Suezkanaal te graven. Handelsovereenkomsten tussen Europese landen en het Ottomaanse Rijk leidden echter tot ondermijning van Egyptische ambachten, industrie en handel, en uitbuiting van Egypte ten gunste van westerse industrielanden, met name Groot-Brittannië.
Pasja, vanaf 1866 getiteld  kedive  (= prins) Ismail liet vanaf 1863 de staatsschuld sterk oplopen. Europese machten, met name Engeland en Frankrijk, die vreesden voor de waarde van hun investeringen in Egypte, eisten de controle op over het Egyptische financiële beleid. Vervolgens eisten ze in 1879 van de Turkse sultan dat hij kedive Ismail verving door diens zoon Tawfiq. Ook Tawfiq voerde niet de binnenlandse bezuinigingen uit die de Europeanen eisten.

## Britse overheersing

### Kanaalzone
Toenemende onrust onder aanvoering van de nationalistische legerofficier Ahmed Urabi leidde in 1882 tot een volksopstand in Alexandrië.
Uit bezorgdheid over de terugbetaling van Egyptische staatsschulden en de waarde van Europese investeringen in Egypte voelden de Britten zich genoodzaakt om militair in te grijpen en namen ze het bestuur van de Kanaalzone over. De Franse premier Charles de Freycinet weigerde aan de operatie deel te nemen, waarna het met de Franse invloed in Egypte was gedaan.
Bij het uitbreken van de Eerste Wereldoorlog in 1914 verbleef de khedive, Abbas II Hilni, in Constantinopel. Nadat de Turkse regering de kant van de Centralen had gekozen, riep Abbas de Egyptenaren op om in opstand te komen tegen de Britse invloed in Egypte. Daarop zetten de Britten hem af en stelden het land onder Brits protectoraat. Een oom van de laatste khedive werd aangesteld als sultan, in 1917 opgevolgd door Foead I.
Toen direct na het einde van de Eerste Wereldoorlog de Britse regering aan Egyptische leiders botweg liet weten geen tijd te hebben om met hen te praten over hun wens naar onafhankelijkheid, en de Britten bovendien de leider van de nationalisten, Sa'd Zaghloel, Egypte uitzetten, ontplofte de Egyptische woede in gewelddadige opstand (zie Egyptische Revolutie (1919)). Pas in 1922 wisten de Britten de rellen in te dammen met de afkondiging dat Egypte voortaan onafhankelijk en soeverein zou zijn.
Deze ‘onafhankelijkheid’ was echter vals. De Britten hadden het voorbehoud gemaakt dat zij de buitenlandse belangen en minderheden in Egypte mochten blijven beschermen en daarvoor dus troepen in het land houden. In feite ontstond een delicate machtsdriehoek van ten eerste de Britten; ten tweede de koning met vergaande formele én informele macht; ten derde politieke partijen, met name de Wafd, en hun onmachtige parlement.

### Onvrede; gezagscrisis
De armoede, zeker op het platteland, was voor toenmalige westerse begrippen groot, en voor hedendaagse westerse begrippen zeer groot.
Ontgoocheling over wat Europese parlementaire democratie kennelijk inhield droeg bij tot het ontstaan in 1928 van de Moslimbroederschap, die parlementen en grondwetten afwees en opriep de sharia en het gezag van de oelama te herstellen.
In 1942 stortte de machtsdriehoek in, toen de Britten koning Faroek dwongen een 100% Brits-gezinde regering aan te stellen. Vervolgens verkruimelden alle gezagsstructuren, terwijl opstandigheid en gewelddadigheid van Egyptenaren escaleerden.
Intussen voerde Egypte in 1948-1949 nog vergeefs oorlog tegen Israël.

## Vrije Officieren (1952-1955)
In juli 1952 pleegde een groep legerofficieren, genaamd ‘de Vrije Officieren’, een vrijwel geweldloze staatsgreep.
Al snel was duidelijk dat de nieuwe machthebbers bij binnenlandse opstand spijkerhard optraden; dat zij socialistische neigingen hadden, blijkens bijvoorbeeld landherverdeling ten gunste van landloze boeren; en dat ze niets moesten hebben van ‘democratie’ op westerse wijze. In december 1952 verboden ze alle politieke partijen. Toen in januari 1954 de Moslimbroederschap protesteerde tegen machtsconcentratie in de persoon van Gamal Abdel Nasser werd ook de Moslimbroederschap verboden.
In 1954-1955 wist Nasser alle concurrerende krachten binnen de Vrije Officieren buitenspel te manoeuvreren en daadwerkelijk de absolute macht te verwerven.

## Regering Nasser (1955-1970)

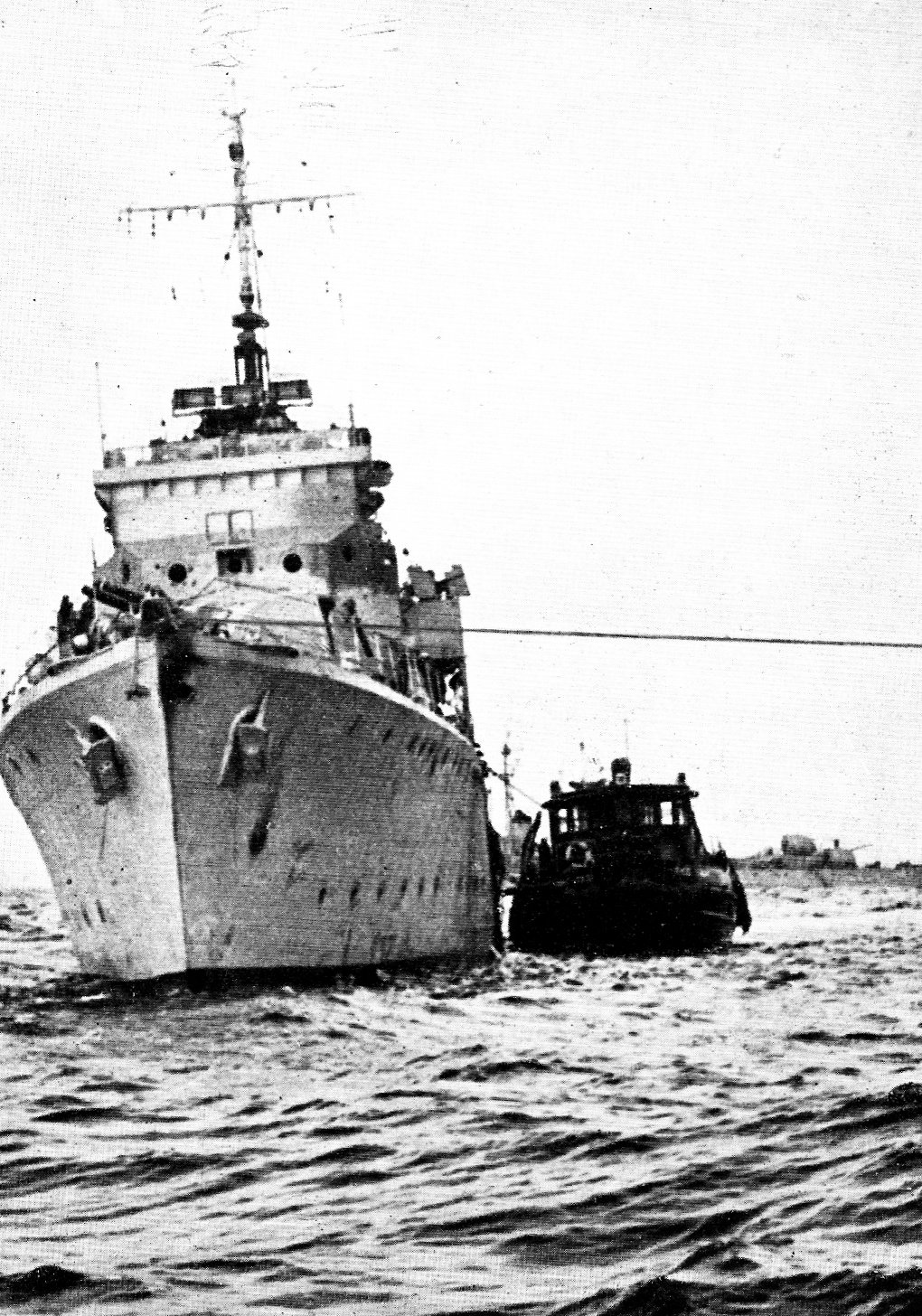
De Ibrahim al-Awwal, voorheen HMS (Her Majesty’s Ship) Mendip, gekaapt door Israël, 1956. Daarna hernoemd tot INS Haifa

Na de in 1948-1949 verloren oorlog tegen Israël bleef Egypte Palestijnen opstoken tegen Israël. Begin jaren 50 had het bewind van de Vrije Officieren de Golf van Akaba afgesloten voor Israëlische schepen.
Toen in juli 1956 bovendien Nasser het Suezkanaal, formeel deels in handen van Britten en Fransen, nationaliseerde, vielen Engeland, Frankrijk en Israël gezamenlijk Egypte aan (Suezcrisis).
De grootmachten VS en Sovjet-Unie keerden zich echter tegen deze drie aanvallers en dwongen hen zich terug te trekken. Deze onmiskenbare overwinning voor Nasser versterkte zijn aura als held van de Egyptenaren en leider van álle Arabieren.
Nadat in 1955 westerse landen een grote lening aan Egypte hadden beloofd voor de bouw van de hoge Aswandam werden de VS in 1956 bang voor de, huns inziens, ‘communistische’ neigingen van Nasser, en weigerden de lening. Egypte klopte toen aan bij Moskou en kreeg daar leningen voor de dam.
Levensomstandigheden in Egypte verbeterden sinds de staatsgreep van 1952.
In 1966-1967 liepen de spanningen tussen de Arabische landen en Israël opnieuw op. Nasser blies, met demagogische retoriek in toespraken en interviews, zijn partijtje stevig mee.
Israëlische Joden vreesden voor hun leven, en ontwierpen een plan om bij verrassing de totale luchtmachten van Egypte, Syrië en Irak aan de grond te vernietigen.
Op 5 juni 1967 voerden ze dit plan succesvol uit. De dagen erna veroverde Israël de Gazastrook, Sinaï, Jeruzalem, Westelijke Jordaanoever en Golanhoogte.
Op 8 juni werd een wapenstilstand van kracht, waarna gewelddadigheden trouwens al snel opnieuw begonnen.
De volgende jaren liepen protestdemonstraties tegen Nassers regime uit op geweld.
In september 1970 overleed Nasser vrij plotseling. Egypte was in diepe rouw.

## Regering Sadat (1970-1981)

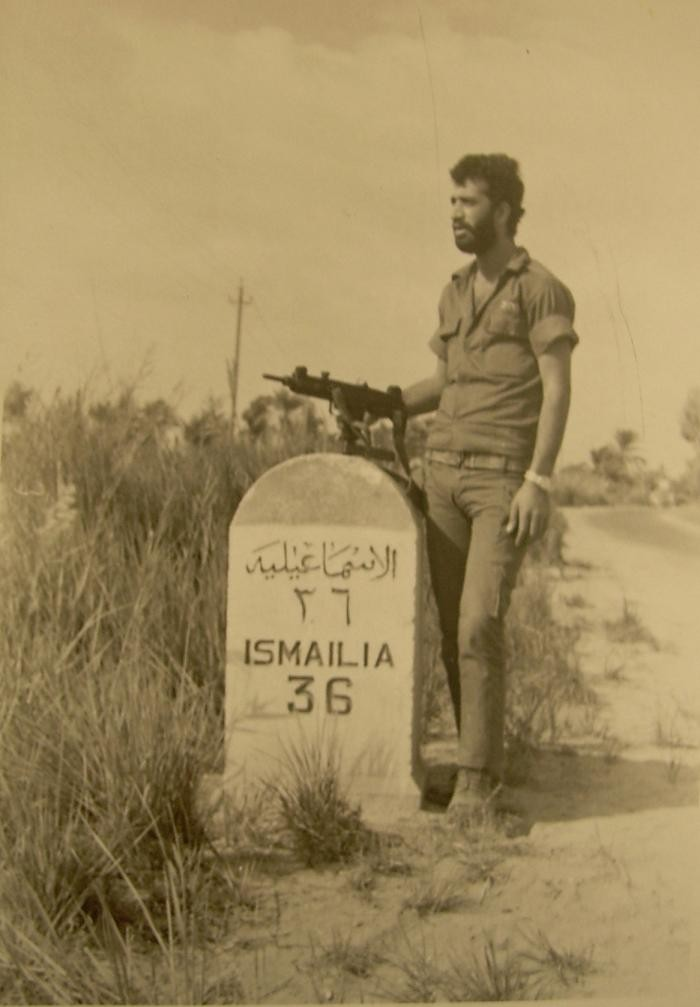
Een Israëlische soldaat op de weg naar het Egyptische Ismaïlia (1973)

### Oorlog met Israël
In 1973 vielen Egypte en Syrië bij verrassing, en aanvankelijk succesvol, de door Israël bezette Sinaï en Golanhoogte aan.
Al snel echter herkreeg Israël de overhand, en Rusland en Amerika wisten een wapenstilstand te bewerkstelligen.

### Autocratie leidt tot opstandigheid
Sadat bestuurde Egypte even autocratisch als zijn voorganger Nasser. Alle macht was aan de president; er bestonden geen werkelijk functionerende politieke instituties.
In 1977 raakte Egypte in ernstige internationale betalingsproblemen en moest, op last van het IMF, sterk bezuinigen op subsidies op levensmiddelen, zelfs brood.
Daarop braken in januari 1977 ernstige rellen ( ‘broodoproer’) uit. Het leger sloeg de rellen neer waarbij het 150 relschoppers doodschoot.
Omdat politiek debat zelfs in de Volksvergadering verboden was organiseerden ontevreden Egyptenaren zich in islamitische groepen; sommige daarvan waren gewelddadig.
Tot verbazing en woede van vele Egyptenaren en Arabieren sloot Sadat in 1978 een vredesverdrag (‘Camp David’-akkoord) met Israël. Egypte kreeg de Sinaï terug en vage toezeggingen over autonomie voor de inwoners van de Gazastrook en de Westelijke Jordaanoever; Sadat erkende daartegenover Israël.
De gewone Egyptenaren zagen intussen dat de rijken rijker werden maar zijzelf het niet beter kregen, en werden opstandiger, hetgeen nog werd versterkt door het gehate Camp David-akkoord en de steun van Sadat voor de verdreven sjah van Iran.
Op 6 oktober 1981 tijdens een militaire parade werd Sadat door een groepje militaire officieren doodgeschoten, de leider daarvan lid van de Egyptische Islamitische Jihad.

## Regering Moebarak (1981-2011)
Na de moord op president Sadat werd vicepresident Hosni Moebarak, luchtmachtbevelhebber tijdens de Jom Kipoeroorlog (1973), nog diezelfde maand oktober 1981 verkozen tot president, in verkiezingen zonder tegenkandidaat. Hij werd later via referenda herkozen voor nog drie termijnen van elk 6 jaar.

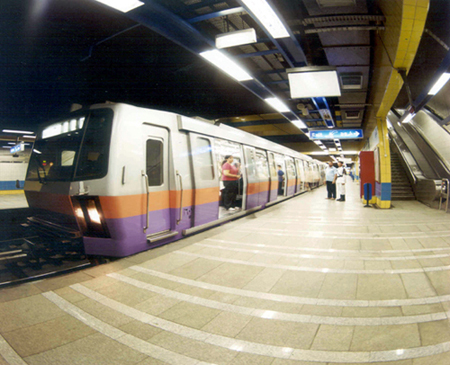
Lijn 1 van de Metro van Caïro – tot 2011 de enige metro in heel Afrika – werd in 1987 geopend. Lijn 2, met een tunnel onder de Nijl, kwam gereed tussen 1996 en 2000. Lijn 3 wordt nu gebouwd

### Beleid
Moebarak leefde de Camp Davidakkoorden, het vredesverdrag met Israël, na. Dankzij zijn houding in de Irak-Iranoorlog tegen de Iraanse ayatollah Khomeini en zijn toenadering tot PLO-leider Yasser Arafat werd Egypte in 1989 weer toegelaten tot de Arabische Liga en kwam de hoofdzetel terug naar Cairo. Hij bemiddelde ook in de Oslo-akkoorden (1993) en het Israël-Jordaans vredesakkoord (1994) onder de auspiciën van de Verenigde Naties. In oktober 2000 vond er in Sharm-el-Sheikh een conferentie plaats in het bijzijn van VS president Bill Clinton, NATO secretaris Javier Solana en UNO secretaris Kofi Annan om het Arabisch-Israëlisch conflict te bespreken. Tussen 2009 en 2011 was Moebarak voorzitter van de Beweging van Niet-Gebonden Landen. Sinds 1991 voerde Moebarak een binnenlands economisch hervormingsprogramma uit, om de omvang van de publieke sector te verminderen en de rol van de private sector uit te breiden.

### Staatsbestel
Aan de politieke structuur veranderde niets: de NDP behield tot 11 februari 2011 de onbetwiste staatsmacht binnen een in naam meerpartijenstelsel, maar zelfs de NDP of de Volksvergadering (het parlement) had feitelijk niets in te brengen tegen de president, die de bevoegdheid had om voorstellen rechtstreeks per referendum aan de bevolking voor te leggen.
Het verbod op de Moslimbroederschap, dat in 1954 door de machthebbers werd ingesteld, bleef gehandhaafd. De Egyptische wet verbood bovendien de vorming van politieke partijen gebaseerd op godsdienst, dus ook als politieke partij kon De Broederschap niet erkend worden. De leden van de Moslimbroederschap waren echter publiekelijk bekend, verkondigden openlijk hun meningen en hun organisatie was beroemd om haar netwerk voor sociale dienstverlening in buurten en dorpen.

### Onvrede
Op 7 september 2005 vonden voor het eerst presidentsverkiezingen plaats waaraan enkele door de regering goedgekeurde tegenkandidaten meededen. Moebarak schijnt 89% van de stemmen te hebben gekregen. De Egyptenaren, onder wie verslagen kandidaten zoals Ayman Nour, protesteerden tegen de in hun ogen gemanipuleerde verkiezingen. Gaandeweg werd Moebarak door zijn volk onderdrukking, gewelddadigheid, werkloosheid, armoede en corruptie verweten

## Egyptische revolutie 2011
Na de Jasmijnrevolutie in Tunesië en protesten in andere Arabische landen begonnen protesten in Egypte in de week van 17 januari 2011 met twaalf zelfverbrandingen, waarna vanaf 25 januari grotere protestdemonstraties plaatsvonden.
Grote aantallen demonstranten eisten meer vrijheden en een eind aan de corruptie. Moebarak wilde aanvankelijk niet zwichten. Op 1 februari 2011 kondigde hij in een televisietoespraak aan dat hij zich bij de presidentsverkiezingen in september 2011 niet meer herkiesbaar zou stellen, maar tot dat moment zou aanblijven. In een toespraak op 10 februari herhaalde hij dit nog eens, maar de volgende dag, 11 februari 2011, werd zijn onmiddellijke aftreden bekendgemaakt.
Nadien regeerde een militaire raad onder leiding van minister van Defensie veldmaarschalk Mohammed Hoessein Tantawi. Op 30 maart is een nieuwe voorlopige grondwet van kracht geworden. Parlementsverkiezingen (Volksassemblee) zijn aangekondigd voor 28 november 2011, verkiezingen voor de Shura-raad voor 29 januari 2011. Presidentsverkiezingen waren gepland een à twee maanden na de parlementsverkiezingen en werden gewonnen door Mohamed Morsi.